# Mw.E.c

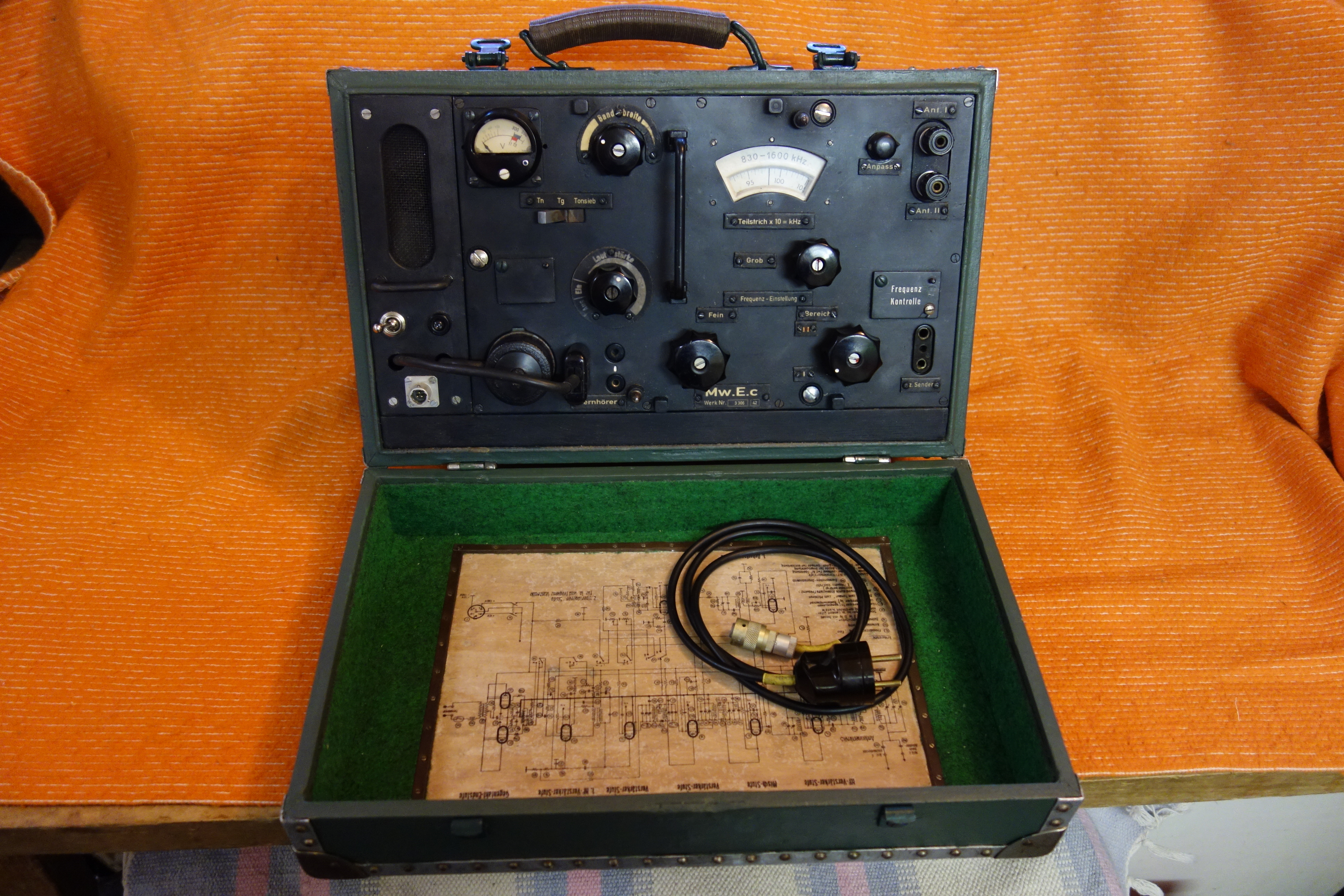
Mw.E.c - zástavba v kufru

Mw. E. c je typové označení německého vojenského středovlnného přijímače z doby druhé světové války. Ve své době to byl mimořádně kvalitní přístroj jak co do stránky mechanického provedení, tak co do dosažených elektrických parametrů. 

## Určení přístroje
Mw.E.c byl součástí tankových radiostanic, kde byl součástí spojovacích středovlnných kompletů s vysílači 30 W.S.a a 80W.S.a (vysílače s výstupním výkonem 30W a 80W). Vymezení středních vln zde (na rozdíl od rozhlasového SV pásma) zahrnovalo i kmitočty od 1,5 do 3 MHz, tedy to, co je označováno i za tzv. "mezilehlé vlny".
Středovlnnými komplety byla vybavována velitelská vozidla, kde ono pásmo "mezilehlých vln" bylo používáno ke spojení na vyšších úrovních velení. Kromě středovlnných kompletů tak byla velitelská vozidla vybavena i komplety Fu-5  (Ukw. E. e plus 10 W. S. c) pro spojení na místní úrovni, což vydatně zvyšovalo nároky na palubní elektrickou síť. Každá ze souprav (radiostanic) vyžadovala i svou vlastní anténu, což ovšem znamenalo, že právě velitelská vozidla (tanky atd.) mohla být podle antén snadno identifikována a mohla se v bojových situací stát předmětem zvláštního zájmu. 

## Civilní využití přijímače Mw.E.c
Po skončení války čs. armáda nadále využívala tyto přístroje coby kořistní materiál. Po jejich náhradě novějšími komunikačními prostředky se dostalo prostřednictvím Svazarmu větší množství tohoto materiálu mezi československé radioamatéry. Zde právě přijímače Mw.E.c se staly pro své nesporné kvality velice oblíbené. Pro provoz na vyšších radioamatérských pásmech byly doplňovány konvertory amatérské výroby. Často byly k tomuto účelu přestavovány trofejní přijímače Torn. E. b.

## Technické parametry přístroje
- Frekvenční rozsah: 830 kHz - 3 MHz byl rozdělen byl do 2 podrozsahů:

I. 830 kHz - 1600 kHz
II. 1600 kHz - 3 MHz
- Druhy provozu:

A1 (nemodulovaná telegrafie)
A2, A3 (modulovaná telegrafie, telefonie)
- Napájení z palubní sítě:

Žhavení:12V 1,2A;
Anody:150V 30mA
Rotační měnič (Umformer): 12V= 2,5A
- Rozměry:

výška: 200 mm,
šířka: 313 mm,
hloubka: 180mm.
Hmotnost: 13 - 22kg (podle použitého konstrukčního materiálu).

## Provedení přístroje
Mw.E.c, v radioamatérském žargonu "Mitlák", je devítielektronkový superhet, osazený universálními vojenskými elektronkami RV12P2000. Je vybaven mezifrekvenčním zesilovačem s plynule proměnnou šířkou pásma osazenou krystalovými filtry a možností zařazení úzkopásmového nízkofrekvenčního filtru. NF koncový zesilovač je dvojčinný, osazený dvěma RV12P2000 v triodovém zapojení. Přijimač má vestavěn i krystalový kalibrátor, kdy krystal kalibrátoru slouží i pro záznějový oscilátor pro příjem telegrafie (A1).

## Obrazová galerie

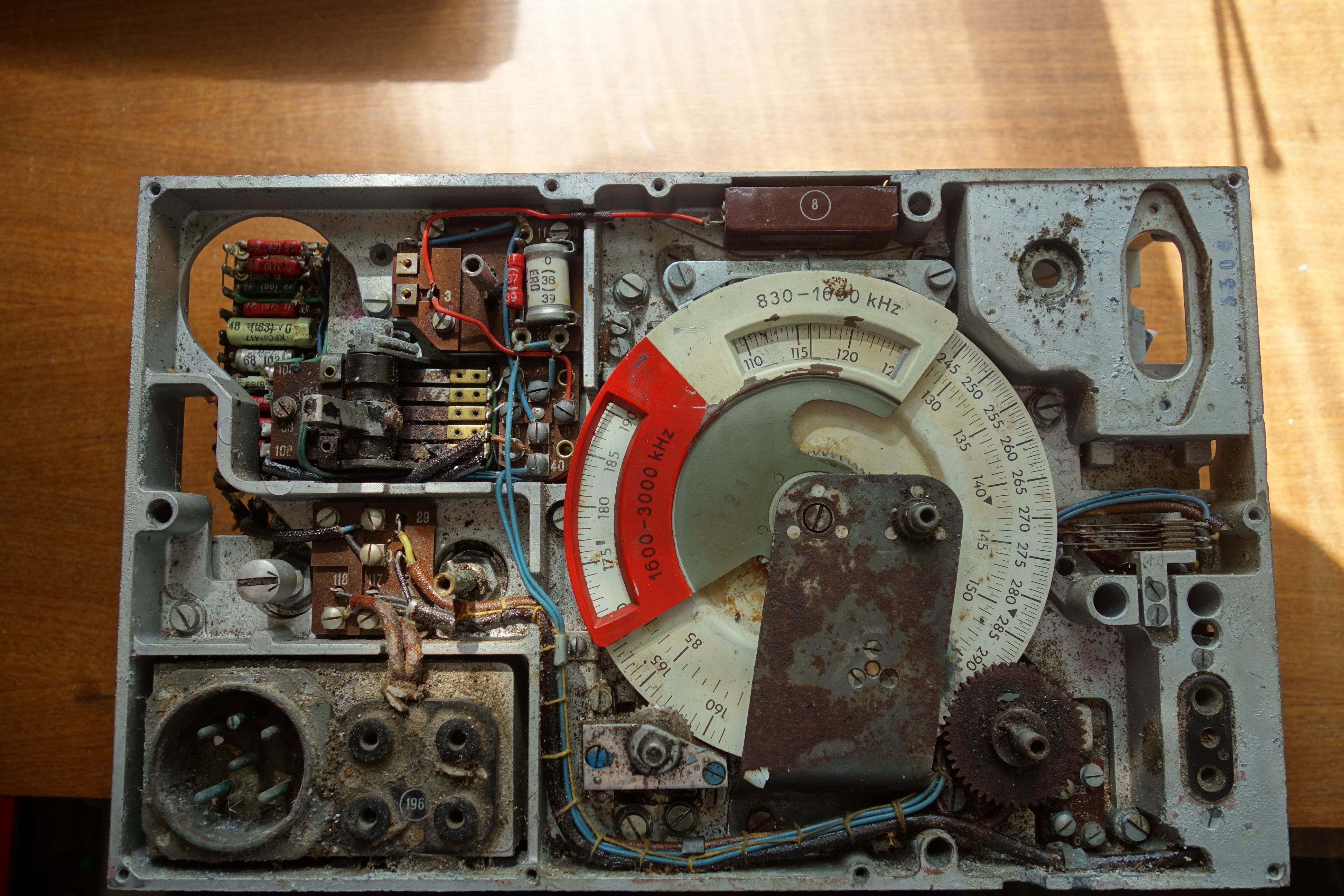
Mw.E.c - Pohled zepředu - nálezový stav
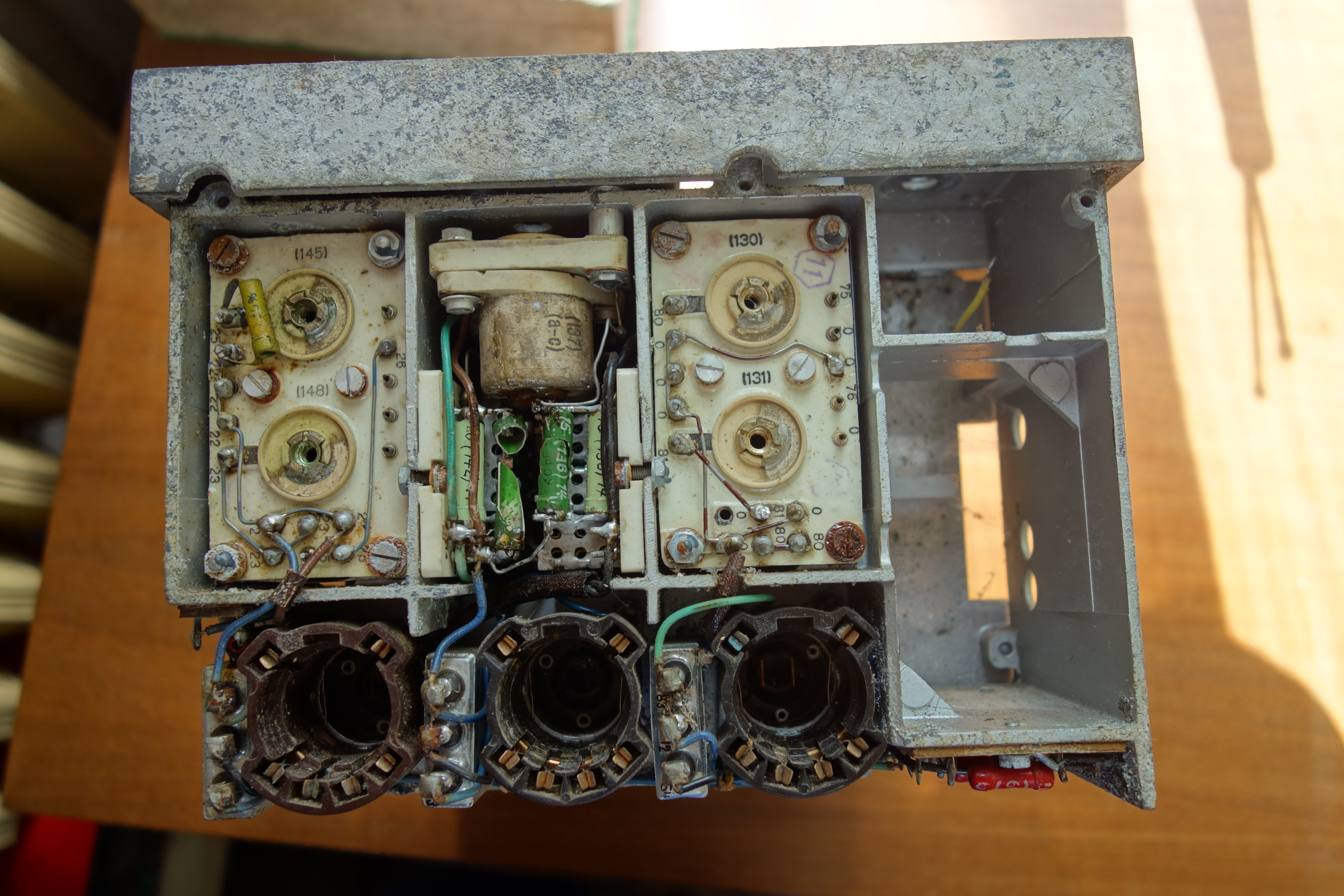
Mw.E.c - Vstupní obvody
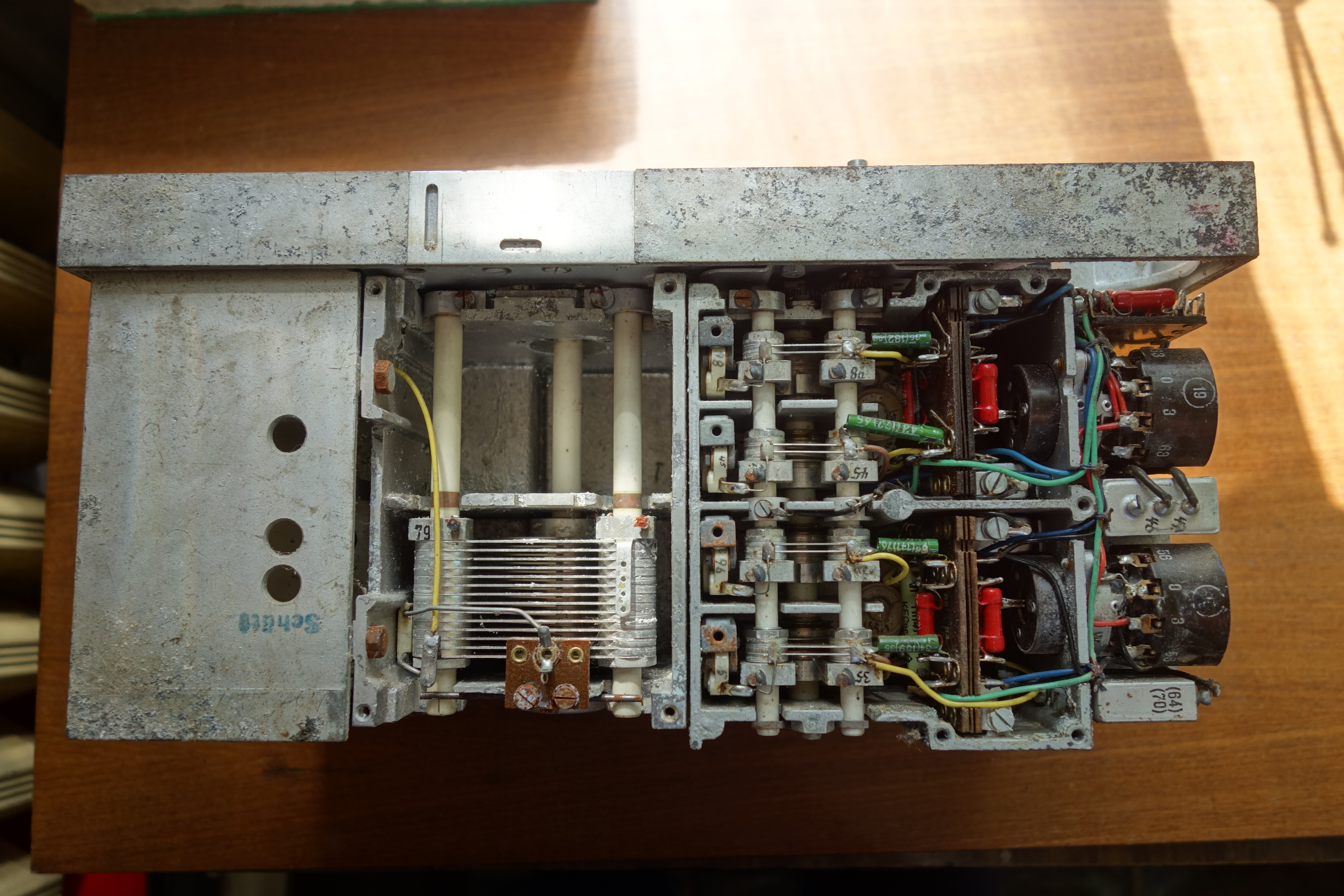
Mw.E.c - Pohled svrchu
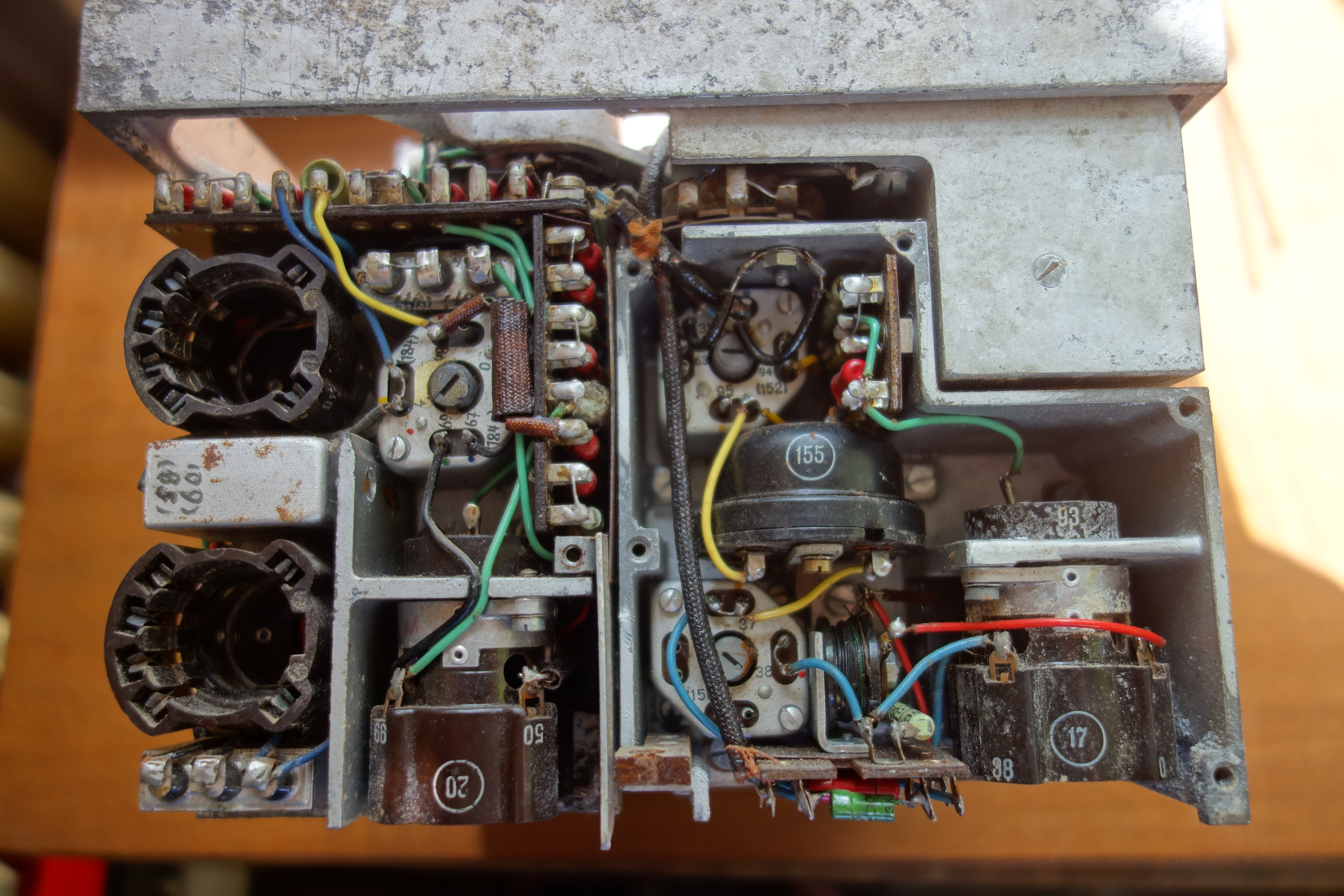
Mw.E.c - Blok detekce a kalibrátoru
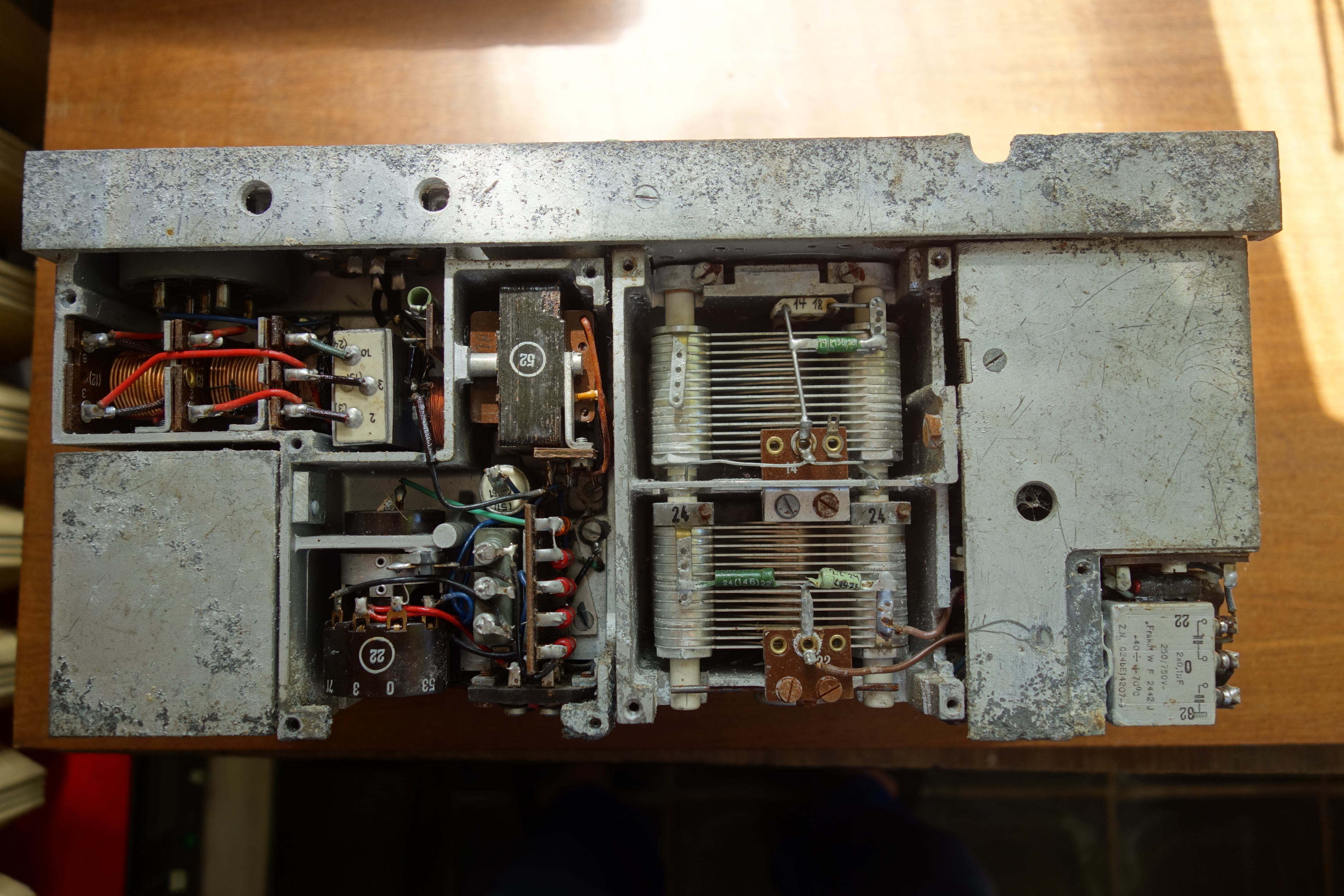
Mw.E.c - Pohled zespodu
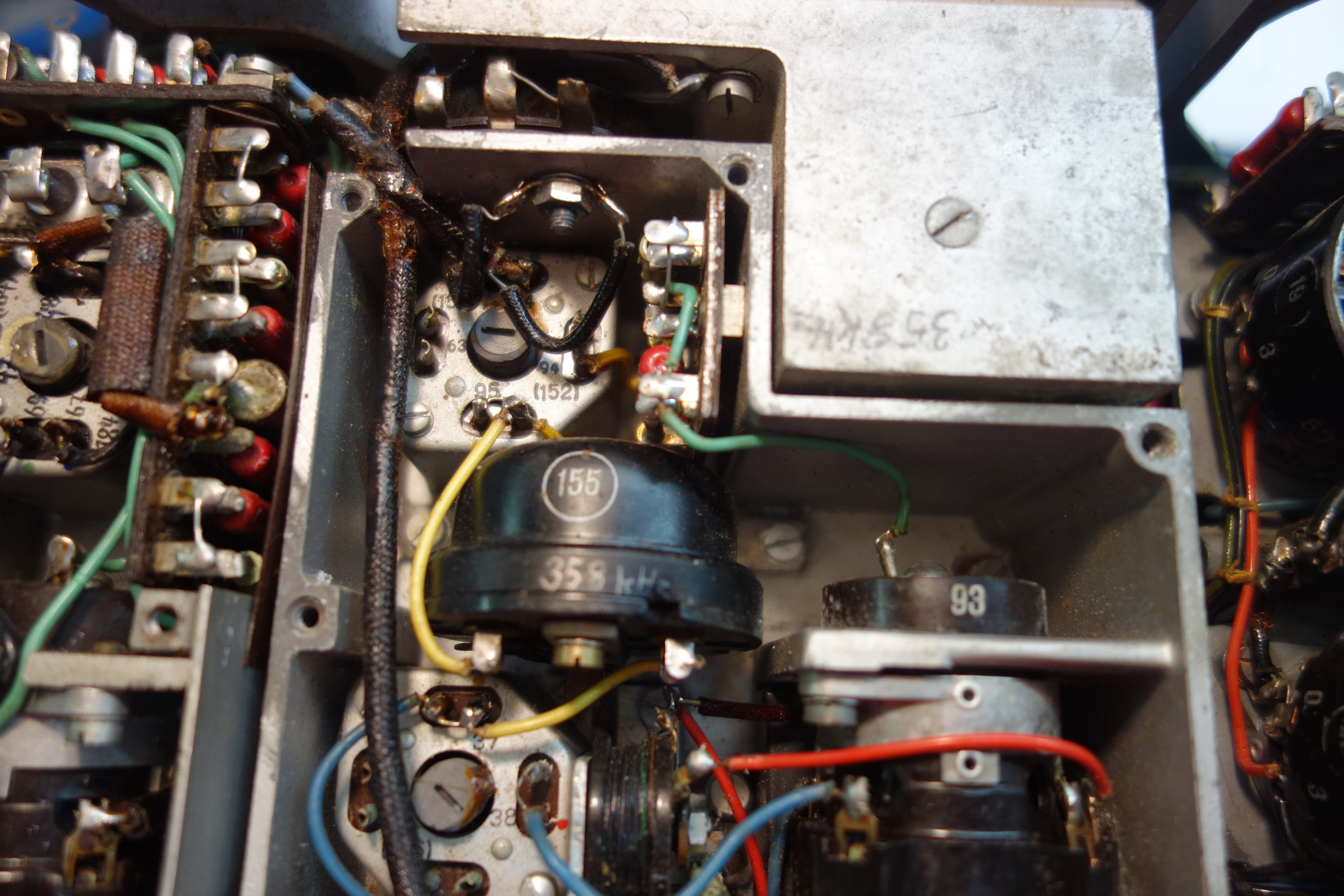
Mw.E.c - kalibrátor
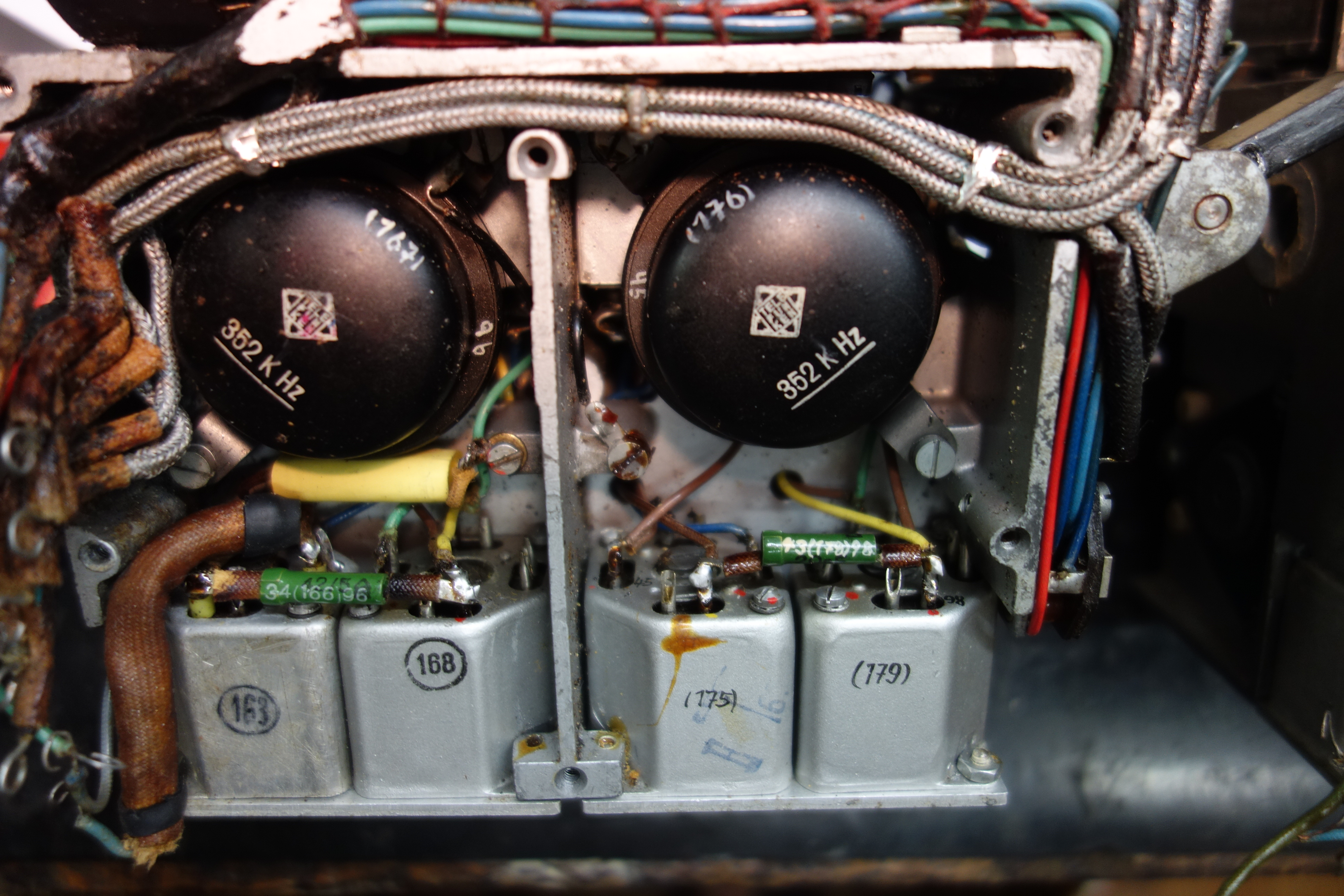
Mw.E.c - blok MF zesilovače
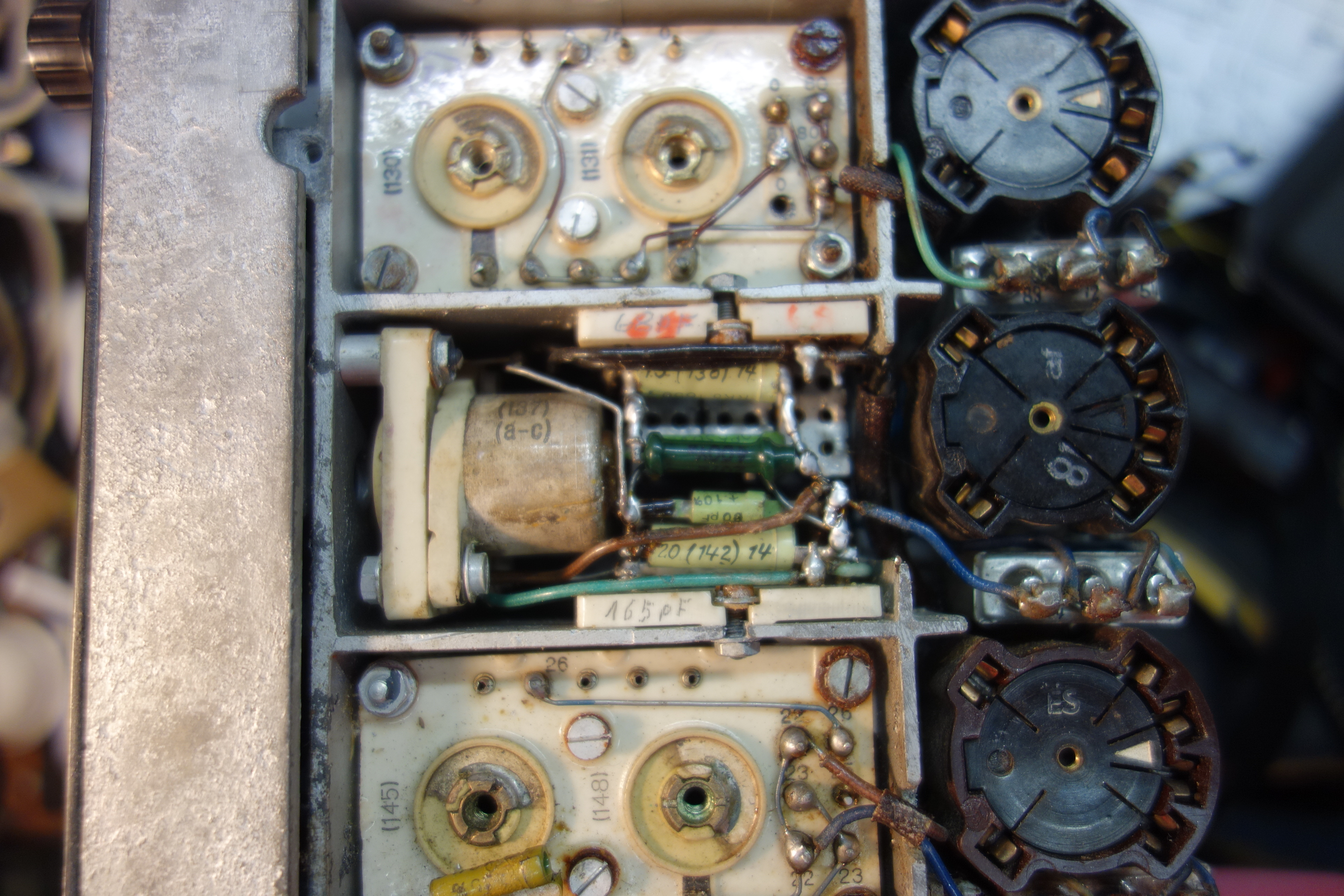
Mw.E.c - Vstupní obvody
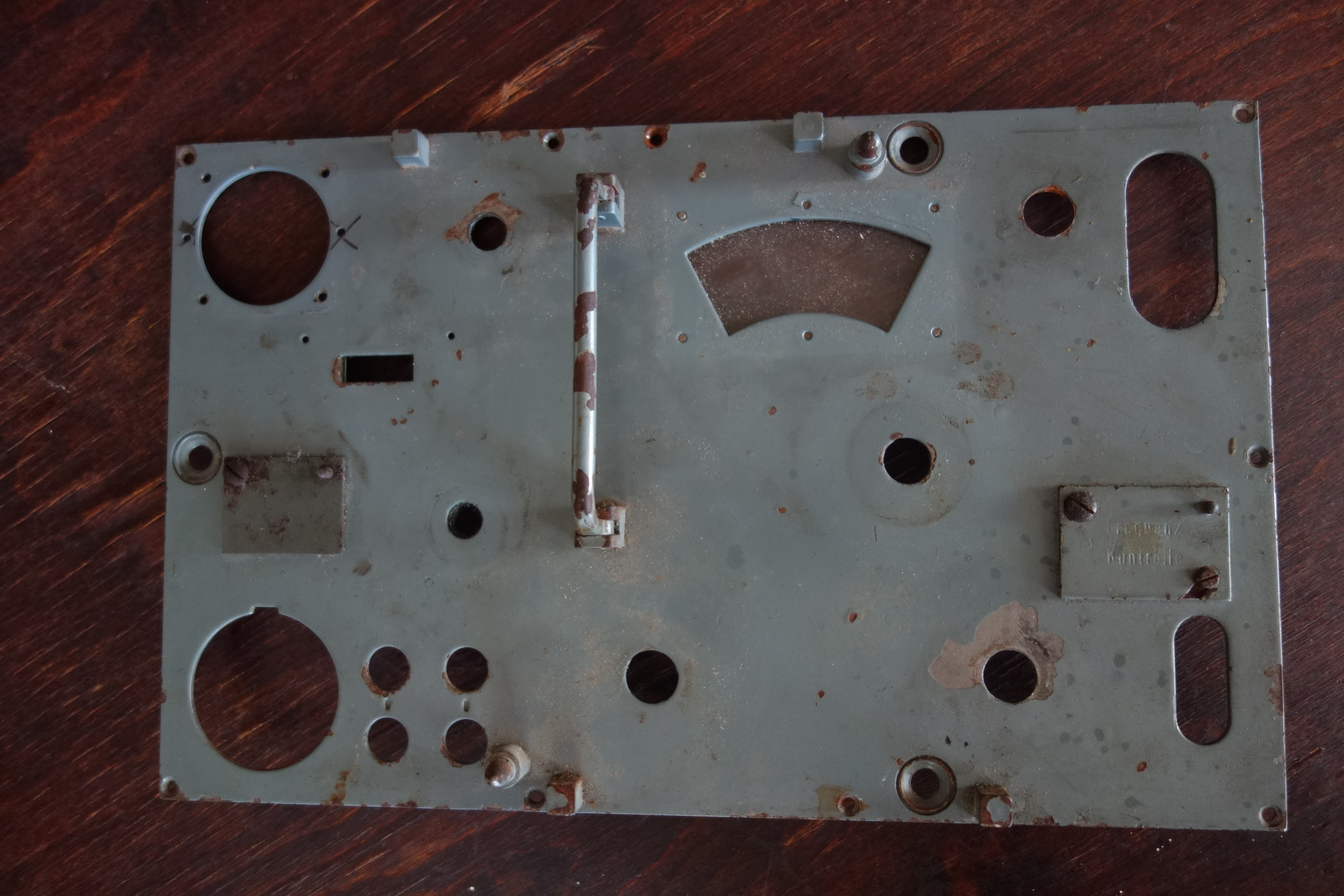
Mw.E.c - Přední panel - nálezový stav
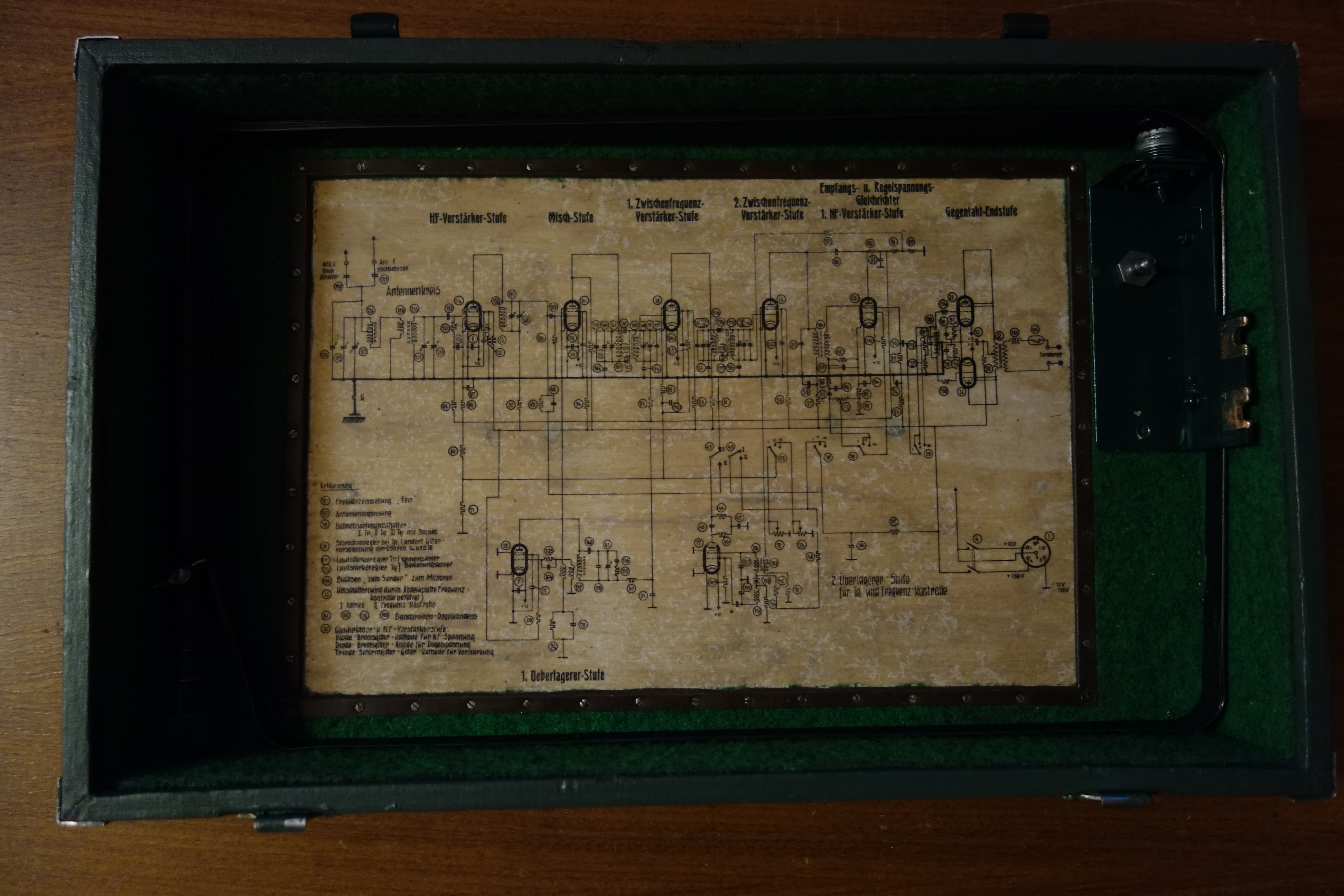
Mw.E.c - Schema ve víku kufru - jeho prototypová verse